# Fasterfox
Fasterfox とは、ウェブブラウザ Mozilla Firefox のアドオンの一つ。
パイプライン化やキャッシュの設定などを変更することによって、インターネット接続速度の高速化を図るアドオンである。ただし、通常よりソケットの個数を増やしてネットワーク負荷を、不当に高くする方法によって実現しているのでサーバに負荷がかかる。

## 特徴

### 長所
- Web ページ描画間隔、キャッシュ量、FastBack （戻る/進むの高速化）に利用する保存ページ数などを簡単に設定できる。
- 利用環境に応じて各設定を変更することで、Firefox を最適化・高速化できる。
- 表示完了までの速度を計測できる。

### 短所
- プリセット設定の「ターボチャージャー」を使用するなどして RFC （インターネットの技術標準）を大幅に超える設定を行うと、逆にパフォーマンスが低下する場合がある。また、同時接続数を増加させたり、先読み機能を有効にすると、サーバへ DoS 攻撃並の異常な接続を繰り返すためサーバに負荷がかかり、管理者に迷惑が掛かる場合がある。

## Fasterfox Lite
- Fasterfox Lite とは、Fasterfox から「先読み機能」を削除したアドオンで、機能は Fasterfox とほぼ同じ。Fasterfox は Firefox 2 までの対応であるが（Firefox 3 でも使用は可能)、Fasterfox Lite なら Firefox 3 にも対応しているため、現在は Fasterfox Lite の方が主流である。